# Urunga
Urunga is een plaats in de Australische deelstaat New South Wales en telt 1919 inwoners (2006).